# مارگیت شومان
مارگیت شومان (انگلیسی: Margit Schumann؛ ۱۴ سپتامبر ۱۹۵۲ – ۱۱ آوریل ۲۰۱۷) لژسوار اهل آلمان بود.
وی در مسابقات کشوری و بین‌المللی در مجموع برندهٔ ۸ مدال طلا، ۱ مدال نقره، ۲ مدال برنز شده‌است.